# Сан-Бентинью
Сан-Бентинью (порт. São Bentinho) — муниципалитет в Бразилии, входит в штат Параиба. Составная часть мезорегиона Сертан штата Параиба. Входит в экономико-статистический микрорегион Соза. Население составляет 3887 человек на 2006 год. Занимает площадь 195,964 км². Плотность населения — 19,8 чел./км².

## Статистика
- Валовой внутренний продукт на 2003 год составляет 13 913 001,00 реалов (данные: Бразильский институт географии и статистики).
- Валовой внутренний продукт на душу населения на 2003 год составляет 3710,13 реалов (данные: Бразильский институт географии и статистики).
- Индекс развития человеческого потенциала на 2000 год составляет 0,626 (данные: Программа развития ООН).